# Димитър Гочев (революционер)
Димитър Гочев е български революционер, деец на „Охрана“ по време на Втората световна война.

## Биография
Димитър Гочев е роден в костурското село Куманичево, тогава в Османската империя, днес Лития, Гърция. В началото на 1943 година се присъединява към „Охрана“ и е определен за ръководител на отряд от около 33 души в родното си село.